# Xã Dover, Quận Tuscarawas, Ohio
Xã Dover (tiếng Anh: Dover Township) là một xã thuộc quận Tuscarawas, tiểu bang Ohio, Hoa Kỳ. Năm 2010, dân số của xã này là 4.600 người.